# Мансурово (Учалинський район)
Мансу́рово (рос. Мансурово, башк. Мансур) — присілок у складі Учалинського району Башкортостану, Росія. Адміністративний центр Мансуровської сільської ради.
Населення — 740 осіб (2010; 760 в 2002).
Національний склад:
- башкири — 84%